# Congriscus marquesaensis
Congriscus marquesaensis es una especie de pez perteneciente a la familia de los cóngridos.

## Descripción
- Puede alcanzar los 27,3 cm de longitud máxima.
- Número de vértebras: 158-164.
- De color marrón claro con un punto negro en la parte delantera de la aleta pectoral.[3]

## Hábitat
Es un pez marino abisal que vive entre los 391 y 408 m de profundidad.

## Distribución geográfica
Se encuentra en el océano Pacífico oriental central: en las islas Marquesas.